# 空 (小湊よつ葉の曲)
『空』（そら）は、小湊よつ葉の楽曲。小湊よつ葉名義では3曲目の楽曲であり、音楽レーベル・SOD recordsとしても3曲目の配信シングルとして、2022年10月25日に配信される。

## 概要
2022年10月22日にミュージックビデオを公開。同月25日に各DSPより配信。同日には小湊のAV第3作『小湊よつ葉、乱れます。潮吹き・3P・デカチン・ハメ撮り・・・AVで見てた憧れのプレイを初体験!4本番』も配信開始（DVDは11月10日発売）。同作のテーマソングとしても使用されており、同作は10月3日週FANZA通販フロアランキングで1位を記録。エンディングにはPVとは別映像を使用したリリックビデオが使用されている。PV監督、リリックビデオ監督は井上ジャパン。
小湊は「自由な鳥を羨む目線」を綴った歌と述べており、曲の後半は「そんな鳥もまだ飛べないときもあって空を見ていた」風景を描いた内容となっている。日刊SODオンラインでは「（空や鳥の視点は暗喩となっており、AV女優に憧れていた自身が）改めて自分の立ち位置を振り返って思ったことを歌詞にのせて歌った曲」と解説している。
2023年7月20日発売のアダルト作品、『小湊よつ葉 不良生徒の俺を甘いキスで翻弄してくる家庭教師のよつ葉先生との接吻ラブストーリー』（SODクリエイト）劇中歌としても使用。『不良生徒～』は本楽曲からインスパイアされた作品となっている。
2023年10月12日発売（9月26日先行配信）のAV作品としてのベスト盤『SODstar小湊よつ葉 アーティスト兼AV女優 初ベスト！デビューから10作品豪華8時間スペシャル』に新規編集のリリックビデオ収録。

## 収録曲
1. 空
  - 作詞：小湊よつ葉/作曲：Imaginary Tone[4]

## タイアップ
- 文化放送「紗倉まなとニューヨークのマジックミラーナイト」エンディングテーマ（2023年1月15日 ‐ 3月12日）[5]